# Jakub Słowik
Jakub Słowik, född 31 augusti 1991 i Nowy Sącz, är en polsk fotbollsspelare.
Słowik spelade en landskamp för det Polska landslaget.